# Monte Mário
Monte Mário (em italiano:  Monte Mario) é uma das colinas de Roma na margem direita do Tibre, na região noroeste da capital. Atravessada pela Via Trionfale, ocupa parte do território dos municípios I (Centro), do XIV (Monte Mario) e uma pequena parte do XV (Cassia/Flaminia), abrangendo, portanto, parte dos quarteirões (quartieri) Trionfale, Della Vittoria e Primavalle. Com este mesmo nome também é chamada a região urbana localizada na colina, às margens da Via Trionfale e da parte inicial da Via di Torrevecchia, onde fica ainda a homônima estação ferroviária Roma Monte Mario.
Com seus 139 metros de altitude, o Monte Mário é o ponto mais alto de Roma e, assim como o Janículo e o Píncio, é um dos locais de onde se pode obter as mais belas vistas da cidade, sobretudo de um lugar chamado Zodiaco, com vista para o sul e o leste dos quarteirões vizinhos, dos mais importantes monumentos da cidade, da Cidade do Vaticano, dos Montes Albanos, dos Montes Tiburtinos, dos Montes Prenestinos e dos cumes mais altos dos Apeninos centrais ocidentais. Além disto, no Monte Mário começa o parque linear mais longo de Roma, o Parco di Monte Ciocci.

## História

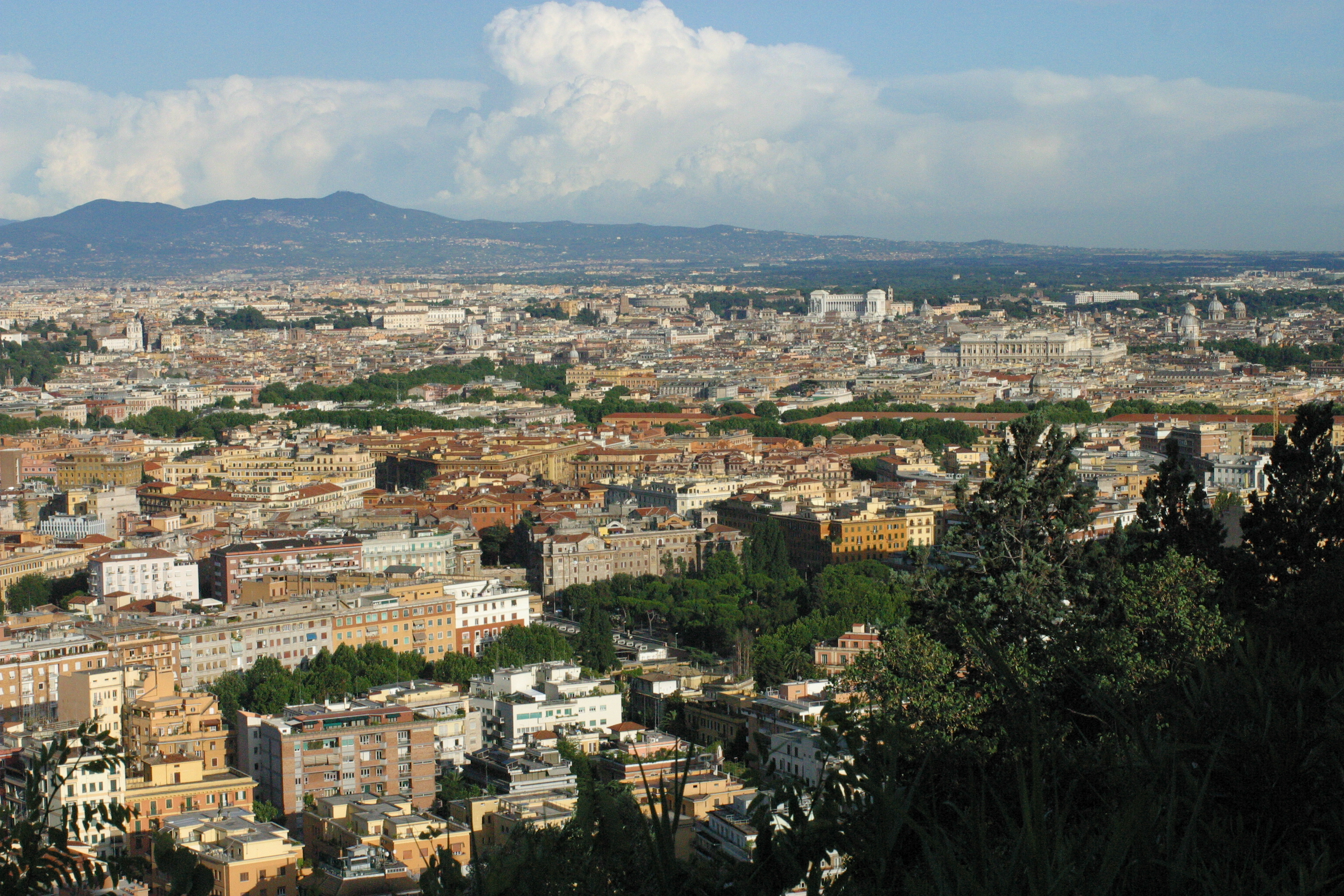
Vista de Roma a partir do Monte Mário

Escavações realizadas na propriedade Cartoni, na Valchetta, vizinha do Monte Mário, descobriram um utensílio de sílex, lascas do mesmo material e dentes de animais. Estes restos, com idade de mais de 65 000 anos, são os mais antigos já descobertos na região de Roma.
Na Idade Média, o Monte Mário ficava ao longo do trajeto da Via Francigena, que começava no Borgo Leonino e seguia pela região de La Giustiniana, passando pela La Storta para depois virar para o norte após a Isola Farnese. Os peregrinos o chamavam de Mons Gaudii

## Etimologia
Os romanos chamavam o Monte Mário de Mons Vaticanus ou Clivus Cinnae, uma referência ao cônsul Lúcio Cornélio Cina. Para a origem do nome atual, há algumas hipóteses: a primeira de que seria derivado de "mare" ("mar"), uma referência às conchas fósseis que podem ser encontradas no local ou ao fato de que, de alguns pontos, é possível enxergar o mar. A segunda hipótese é de que seu nome deriva de uma villa pertencente a Mario Mellini, humanista do século XV, e, desde 1935, sede Museo Astronomico e Copernicano de Roma.

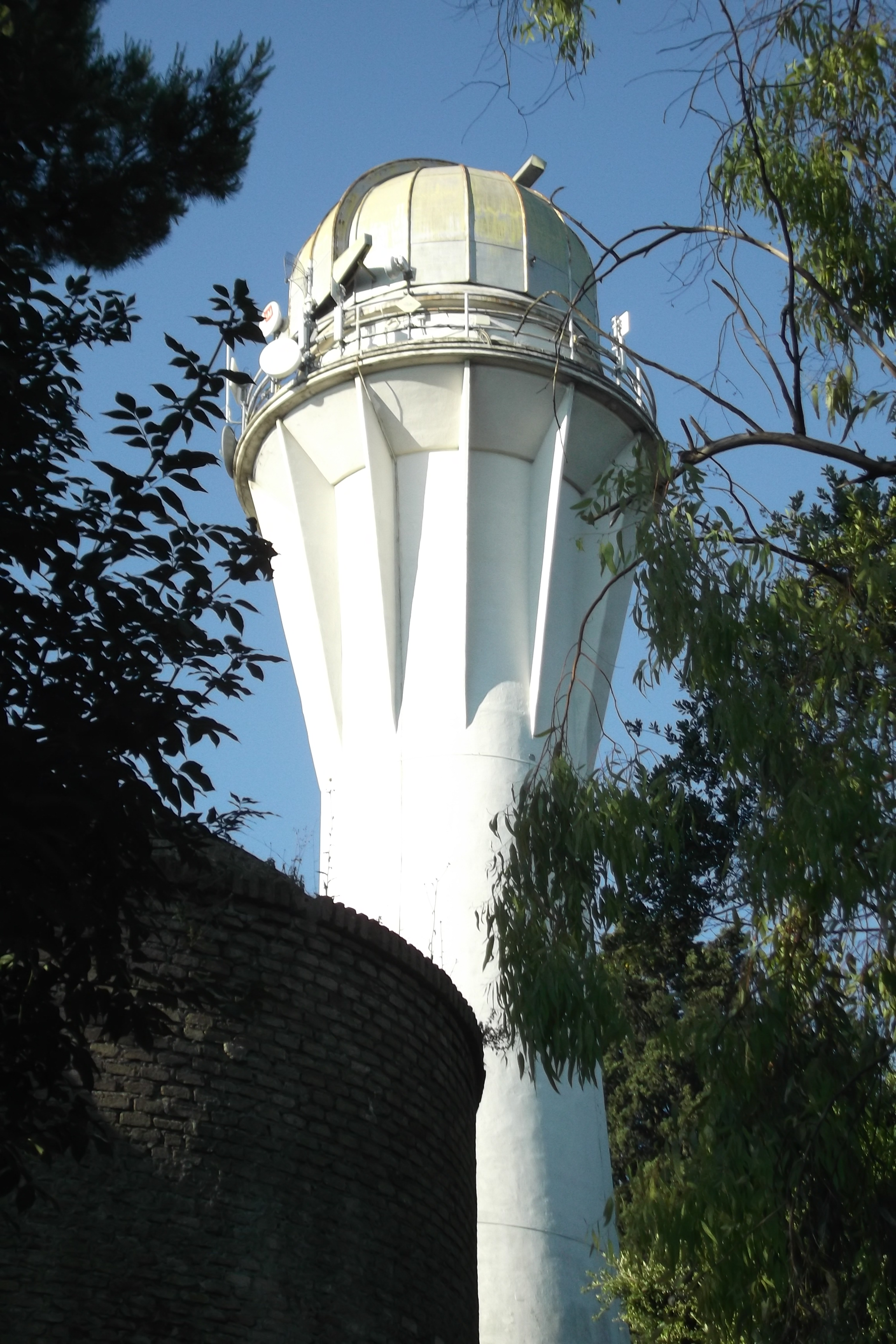
Observatório no Monte Mário

Esta última hipótese, porém, contrasta com o fato que, presumivelmente no século XI, em plena Idade Média, o monte já era chamado de Monte Malo por causa do assassinato de Giovanni Crescenzio por Otão III da Saxônia em 998.

## Descrição

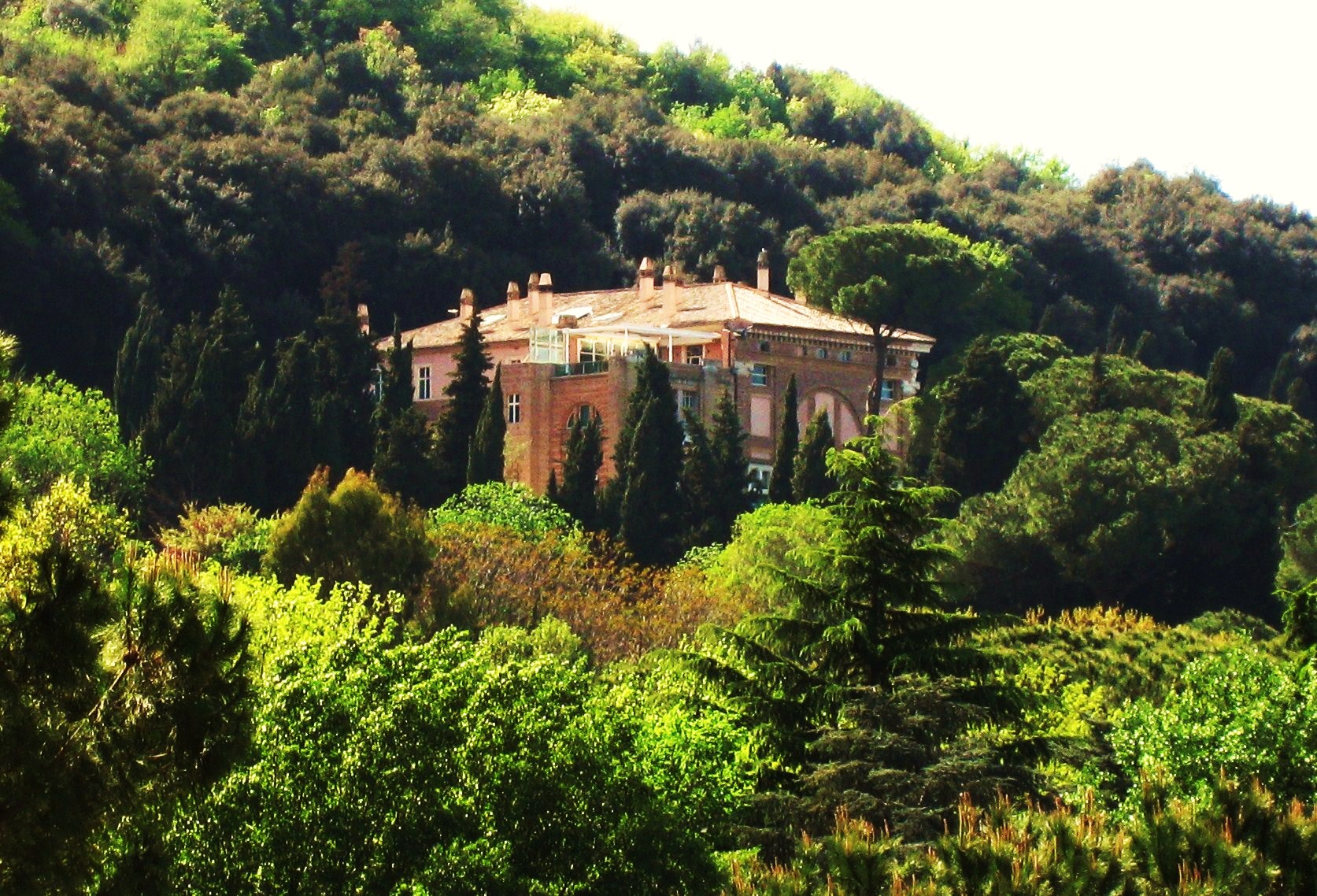
Villa Madama.

### Edifícios
- Observatório Astronômico de Roma, sede presidência e da administração central da INAF (Istituto Nazionale di Astrofisica) e sede do Museo Astronomico e Copernicano;
- Centro de Transmissão do Monte Mário, da RAI.
- Ospedale San Filippo Neri;
- Faculdade de Medicina e de Cirurgia "A. Gemelli" da Università Cattolica del Sacro Cuore e do Policlinico Agostino Gemelli;
- Estação Meteorológica de Roma no Monte Mário;

A zona habitada do Monte Mário se divide essencialmente na crista do morro, ocupada por quarteirões residenciais de classe média e classe média alta, como Balduina, Trionfale, Belsito e Della Vittoria, e a porção mediana das encostas, ocupada pela parte setentrional do quarteirão Primavalle, mais popular. A parte do subúrbio Della Vittoria perto da Piazza Nostra Signora di Guadalupe é chamada de "Monte Mario Alto" e se espraia pelas margens do colle Sant'Agata, onde, na década de 1920, uma cooperativa construiu o primeiro assento. Nas imediações foram construídos outros núcleos mais populares na década seguinte. Entre as décadas de 1970 e 1980 se completou a ocupação da colina.
Finalmente, o Monte Mário é também historicamente ligado ao complexo do histórico manicômio provincial de Santa Maria della Pietà, um dos maiores e antigos da Europa.

### Parques e áreas verdes
- Reserva Natural do Monte Mário, com cerca de 204 hectares;
- Reserva Natural da Insugherata, uma área protegida que abriga grande parte das espécies naturais de Roma e cujo nome é uma referência à presença de sobreiros (em italiano:  sugheri). Trata-se de um importante corredor biológico entre a área urbanizada a norte de Roma e o Parco di Veio, a noroeste da capital.
- Parco regionale urbano del Pineto , uma área natural protegida da Comuna de Roma, instituída em 1987 com cerca de 240 hectares, incluindo uma zona de proteção integral de 26 hectares.
- Parco Lineare, o mais longo parque linear de Roma, com mais de cinco quilômetros de extensão. Ocupa o antigo traçado da antiga linha metropolitana Roma-Viterbo e foi inaugurado em 14 de junho de 2014, com pistas de corrida e ciclovias que ligam a região da estação de Monte Mario, do complexo de Santa Maria della Pietà, com o Parco di Monte Ciocci.